# ایملایزتاون (نیوجرسی)
ایملایزتاون (به انگلیسی: Imlaystown) یک منطقهٔ مسکونی در ایالات متحده آمریکا است که در آپر فریهولد، نیوجرسی واقع شده‌است. ایملایزتاون ۳۲٫۰ متر بالاتر از سطح دریا واقع شده‌است.